# قصر ۴
قصر ۴ (به تامیلی: Aranmanai 4) یا کاخ ۴ (به انگلیسی: Palace 4) فیلمی محصول سال ۲۰۲۴ و به کارگردانی سوندار سی است. در این فیلم بازیگرانی همچون سمیر آفتاب، تمنا باتیا، راشی خانا و یوگی بابو ایفای نقش کرده‌اند.